# Jan Grzenia
Jan Grzenia je polský jazykovědec a lexikograf, doktor humanitních věd. Věnuje se stylistice, teorii textu, jazykové pragmatice, jazykové kultuře a vlastním jménům. Také zkoumá komunikační procesy v internetové síti.
Několik let byl šéfredaktorem časopisu „Postscriptum”, v současné době provozuje vlastní nakladatelství Nomen Omen.
Doktorát získal v roce 1994 na základě práce Język poetycki jako struktura polifoniczna (na materiale poezji polskiej XX wieku).

## Publikace
- Język poetycki jako struktura polifoniczna. (Na materiale poezji polskiej XX wieku) (Katowice 1999)[1]
- Komunikacja językowa w Internecie (Warszawa 2006)
- Słownik nazw własnych. Ortografia, wymowa, słowotwórstwo i odmiana (Warszawa 1998)
- Słownik ortograficzny (Warszawa 2000)
- Szkolny słownik ortograficzny (Warszawa 2001)
- Nasze imiona (Warszawa 2002)
- Słownik imion (Warszawa 2002)
- Słownik poprawnej polszczyzny (Warszawa 2004)